# Йошио Кикугава
Йошио Кикугава (на японски: 菊川 凱夫) е японски футболист.

## Национален отбор
Записал е и 16 мача за националния отбор на Япония.
| Япония | Япония | Япония |
| Година | Мачове | Голове |
| ------ | ------ | ------ |
| 1969   | 2      | 0      |
| 1970   | 12     | 0      |
| 1971   | 2      | 0      |
| Общо   | 16     | 0      |